# Vitrinula
Vitrinula é um género de gastrópode  da família Ariophantidae.
Este género contém as seguintes espécies:
- Vitrinula chaunax
- Vitrinula chichijimana
- Vitrinula hahajimana